# サーシャ・カーン
サーシャ・カーン（Sasha Kaun）ことアレクサンドル・オレゴビッチ・カーン（Александр Олегович Каун、Aleksandr Olegovich Kaun、1985年5月8日 - ）はロシアのプロバスケットボール選手。ソビエト連邦ロシアシベリア連邦管区トムスク州トムスク出身。ポジションはセンター。213cm、110kg。

## 来歴
ロシア生まれのカーンは16歳の時にアメリカに渡り、フロリダ・エアー・アカデミーで学び、バスケットボールも行った。カンザス大学から奨学金のオファーを受けて進学、ディフェンスで活躍し、最終学年では先発6試合を含む40試合に出場し、平均18分の出場で、平均7.1得点、3.9リバウンド、1.2ブロックショットをあげた。控えセンターを務めたこの年、チームはNCAAトーナメントで優勝した。大学時代、2006年、2007年、2008年と3回、ビッグ12カンファレンスのアカデミックバスケットボールチームに選出された。
2008年のNBAドラフト2巡全体56位でシアトル・スーパーソニックスに指名された。この指名がスーパーソニックスのオクラホマシティ移転前、最後の指名となった。カーンとの契約交渉権は、その後クリーブランド・キャバリアーズに金銭トレードで移った。
2008年、PBC CSKAモスクワと契約を結んだ。
2011-12シーズンは、ユーロリーグトップのFG成功率71.2%をマークし、2012年5月23日、CSKAとの契約が3年延長された。
2014-15シーズン、チームはパナシナイコスBCとのシリーズを3勝1敗で勝ち上がり、ユーロリーグのファイナル4に進出したが、オリンピアコスBCとの準決勝では第4Q残り4分で9点差でリードしていたものの、ヴァシレイオス・スパヌリスの活躍で、68-70と敗れた。フェネルバフチェ・ユルケルとの3位決定戦では86-80で勝利した。この年カーンはユーロリーグ全30試合で先発し、自己ベストの平均9.9得点、4.5リバウンド、FG成功率69.1%の成績を残した。
2015年9月9日、NBAのクリーブランド・キャバリアーズと2年契約を結んだ。2015-16シーズンのキャバリアーズのNBAチャンピオンを経験した後、2016年7月25日に引退を表明した。

## ロシア代表
2012年のロンドンオリンピックで銅メダルを獲得している。因みに、その当時のヘッドコーチは、現在のクリーブランド・キャバリアーズのヘッドコーチでもあるデビッド・ブラットである。